# Bosnië en Herzegovina op de Olympische Jeugdzomerspelen 2010
Bosnië en Herzegovina nam deel aan de Olympische Jeugdzomerspelen 2010 in Singapore, de eerste editie van de Olympische Jeugdspelen.

## Medailleoverzicht
| Sport                                                                    | Olympiër       | Discipline    | Medaille |
| ------------------------------------------------------------------------ | -------------- | ------------- | -------- |
| Tennis                                                                   | Damir Dzumhur  | enkelspel (m) | Brons    |
| Als lid van een gemengd landenteam (telt niet mee voor landenklassement) |                |               |          |
| Judo                                                                     | Eldin Omerovic | gemengd team  | Brons    |

## Deelnemers en resultaten
(m) = mannen, (v) = vrouwen 

### Atletiek
| Olympiër         | Discipline | Resultaat | Prestatie                                   |
| ---------------- | ---------- | --------- | ------------------------------------------- |
| Melika Kasumovic | 100 m (v)  | 27e       | 1R serie 1: 13,48 (6e) D-finale: 13,86 (7e) |

### Judo
| Olympiër                   | Discipline    | Resultaat           | Prestatie |
| -------------------------- | ------------- | ------------------- | --- |
| Eldin Omerovic             | tot 81 kg (m) | 2e ronde herkansing | 1R: verloor van AUT Michael Greiter 1R herkansing: won van LBA Anis Salami 2R herkansing: verloor van SVK Arpad Szakacs                                                          |
|                            |               |                     | |
| Milica Savic               | tot 78 kg (v) | 2e ronde herkansing | 2R: verloor van BEL Lola Mansour 2R herkansing: verloor van SRB Una Svetlana Tuba                                                                                                |
| Eldin Omerovic team Caïro  | tot 81 kg (m) | Brons               | 1R: 5-2 team Birmingham won van SIN Chin-jie Lim KF: 4-4 team Hamilton (wonnen op punten) verloor van KOR Lee Jae-hyung HF: 2-5 team Essen verloor van COD Daryl Lokuku Ngambomo |
| Milica Savic team New York | tot 78 kg (v) | 2e ronde herkansing | KF: 4-4 team Hamilton (verloren op punten) verloor van UKR Ksenia Darchuk |

### Tennis
| Olympiër                       | Discipline     | Resultaat   | Prestatie |
| ------------------------------ | -------------- | ----------- | --- |
| Damir Dzumhur                  | enkelspel (m)  | Brons       | 1R: 2-0 JPN Yasutaka Uchiyama (7-5, 6-2) 2R: 2-0 RUS Mikhail Biryukov (6-4, 6-1) KF: 2-0 HUN Mate Zsiga (6-4, 6-3) HF: 1-2 IND Yuki Bhambri (3-6, 6-4, 2-6) om brons: 2-0 RUS Victor Baluda (7-5, 6-1) |
| Damir Dzumhur + CRO Mate Pavic | dubbelspel (m) | kwartfinale | 1R: 2-1 (6-7(3), 7-5, 10-4) IND Yuki Bhambri / PHI Jeson Patrombon KF: 0-2 (6-7(3), 5-7) GBR Oliver Golding / CZE Jiri Vesely                                                                          |

### Zwemmen
| Olympiër    | Discipline        | Resultaat | Prestatie                |
| ----------- | ----------------- | --------- | ------------------------ |
| Zlatko Alic | 100 m vlinder (m) | 24e       | 1R serie 2: 57,46 (1e)   |
| Zlatko Alic | 200 m vlinder (m) | 18e       | 1R serie 2: 2.08,71 (6e) |

Afghanistan · Albanië · Algerije · Amerikaanse Maagdeneilanden · Amerikaans-Samoa · Andorra · Angola · Antigua en Barbuda · Argentinië · Armenië · Aruba · Australië · Azerbeidzjan · Bahama's · Bahrein · Bangladesh · Barbados · België · Belize · Benin · Bermuda · Bhutan · Bolivia · Bosnië en Herzegovina · Botswana · Brazilië · Britse Maagdeneilanden · Brunei · Bulgarije · Burkina Faso · Burundi · Cambodja · Canada · Centraal-Afrikaanse Republiek · Chili · China · Chinees Taipei · Colombia · Comoren · Congo-Brazzaville · Congo-Kinshasa · Cookeilanden · Costa Rica · Cuba · Cyprus · Denemarken · Djibouti · Dominica · Dominicaanse Republiek · Duitsland · Ecuador · Egypte · El Salvador · Equatoriaal-Guinea · Eritrea · Estland · Ethiopië · Fiji · Filipijnen · Finland · Frankrijk · Gabon · Gambia · Georgië · Ghana · Grenada · Griekenland · Groot-Brittannië · Guam · Guatemala · Guinee · Guinee‑Bissau · Guyana · Haïti · Honduras · Hongarije · Hongkong · Ierland · IJsland · India · Indonesië · Irak · Iran · Israël · Italië · Ivoorkust · Jamaica · Japan · Jemen · Jordanië · Kaaimaneilanden · Kaapverdië · Kameroen · Kazachstan · Kenia · Kirgizië · Kiribati · Koeweit · Kroatië · Laos · Lesotho · Letland · Libanon · Liberia · Libië · Liechtenstein · Litouwen · Luxemburg · Macedonië · Madagaskar · Malawi · Malediven · Maleisië · Mali · Malta · Marshalleilanden · Marokko · Mauritanië · Mauritius · Mexico · Micronesië · Moldavië · Monaco · Mongolië · Montenegro · Mozambique · Myanmar · Namibië · Nauru · Nederland · Nederlandse Antillen · Nepal · Nicaragua · Nieuw-Zeeland · Niger · Nigeria · Noord-Korea · Noorwegen · Oeganda · Oekraïne · Oezbekistan · Oman · Oostenrijk · Oost‑Timor · Pakistan · Palau · Palestina · Panama · Papoea-Nieuw-Guinea · Paraguay · Peru · Polen · Portugal · Puerto Rico · Qatar · Roemenië · Rusland · Rwanda · Saint Kitts en Nevis · Saint Lucia · Saint Vincent en Grenadines · Salomonseilanden · Samoa · San Marino · Sao Tomé en Principe · Saoedi-Arabië · Senegal · Servië · Seychellen · Sierra Leone · Singapore · Slovenië · Slowakije · Soedan · Somalië · Spanje · Sri Lanka · Suriname · Swaziland · Syrië · Tadzjikistan · Tanzania · Thailand · Togo · Tonga · Trinidad en Tobago · Tsjaad · Tsjechië · Tunesië · Turkije · Turkmenistan · Tuvalu · Uruguay · Vanuatu · Venezuela · Verenigde Arabische Emiraten · Verenigde Staten · Vietnam · Wit-Rusland · Zambia · Zimbabwe · Zuid-Afrika · Zuid-Korea · Zweden · Zwitserland